# 謝墉 (國大代表)

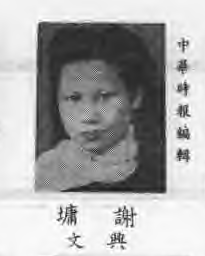
民國37年出版的《第一屆國民大會專輯》中的謝墉肖像

謝墉（1924年12月-2013年1月14日），原名謝國棣，號雪琴，四川省興文縣人，民國36年(1947年)因興文縣選區退讓給中國青年黨當選四川省興文縣第一屆國民大會代表。
父廷猷，字蘅溪，大清廩生，曾任峨嵋縣知事等職。母胡桂芬，古宋縣人，識文字，能唱讀民間流行劇本。

## 經歷[1][2]
- 興文縣文廟女子小學
- 古宋初中
- 民國27年(1938年)，改入由南京內遷江安縣的國立戲劇專科學校
- 民國28年(1939年)—民國38年(1949年),歷任中國國民黨後方勤務部政治部政工大隊隊員，27軍政治部話劇團導演，中國青年黨中央幹事、總收發員、秘書等職
- 民國30年(1941年),在重慶投考武昌中華大學中國文學系，以高中畢業的族兄謝墉名字報考被錄取。如以同等學力(她不但沒有讀高中，連初中也僅讀過一年)報考須多考兩科。此後便更名為謝墉。
- 在讀中華大學時，深得系主任余家菊器重，收為義女，並介紹加入中國青年黨。在大學畢業後，余家菊在南京任職，要她繼續深造，乃去上海大夏大學教育系三年級插班，兼任某中學教師和時事新聞日報特約編輯。
- 中華日報編輯[3]
- 民國36年(1947年)，因退讓當選為四川省興文縣選出之第一屆國民大會代表[4]
- 執教於重慶西南中學（今重慶教育學院）。
- 1951年，因特嫌被抓捕，判刑7年。
- 1958年，提前釋放。
- 1964年，清放回家，旋即失業(接受管制)。
- 1978年，十一屆三中全會後，從綦江縣回到其夫處(其夫為民革黨員)。
- 1980年，加入中國國民黨革命委員會。
- 1983年3月，根據中共重慶市委及市委統戰部的要求，安排為重慶市九龍坡區政協委員。
- 2010年1月25日，中共重慶市九龍坡區委常委、統戰部部長上門慰問謝墉[5]

## 文史文章
- 《撫今思昔愛黨情》編入《重慶政協五十年》
- 《憶先父謝廷猷》編入《重慶文史資料》
- 《回憶抗日戰爭二三事》編入《重慶市九龍坡區老幹部回憶錄》